# Parco Museo Ferroviario

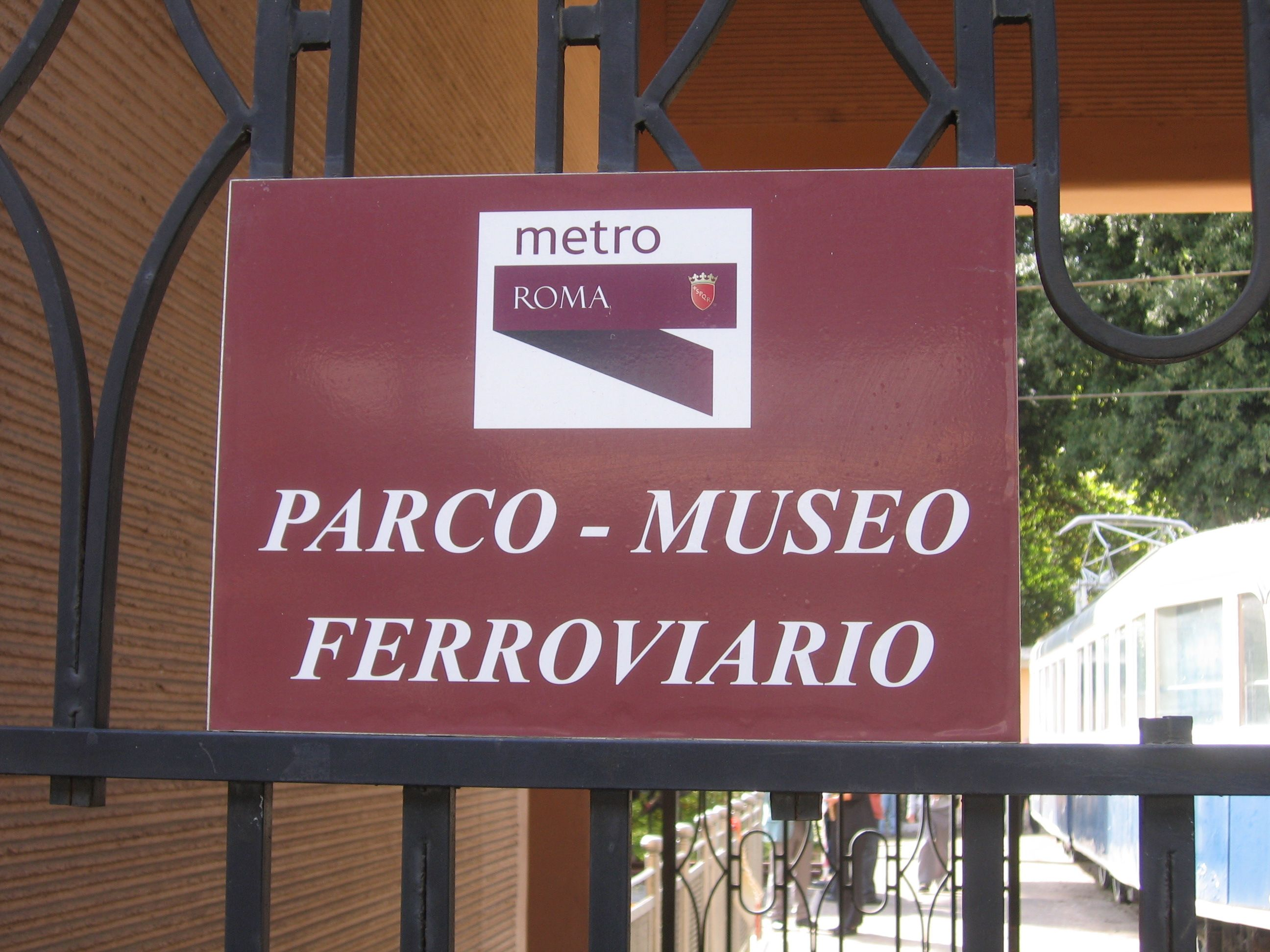
Logo des Museums

Der Parco Museo Ferroviario wird von der Nahverkehrsgesellschaft ATAC (Azienda per i Trasporti Autoferrotranviari del Comune di Roma) betrieben. Es ist ein Eisenbahnmuseum mit zahlreichen Fahrzeugen der Vorgängerbetriebe der Gesellschaft. Es befindet sich im Bahnhof Roma Porta San Paolo der Bahnstrecke Roma Porta San Paolo–Cristoforo Colombo nach Lido di Ostia und wurde am 18. September 2004 in Verbindung mit der ersten Weißen Nacht in der Hauptstadt Rom eingeweiht.

## Ausstellungsstücke
Das Museum zeigt in erster Linie Fahrzeuge des Nahverkehrs, die in Rom und dem Umland im Einsatz waren. Sie stammen von Vorgänger-Gesellschaften, aus denen die ATAC entstand. Dazu zählen:
- Die 1899 gegründete Eisenbahngesellschaft Società Tramvie e Ferrovie Elettriche die Roma STFER;
- SEFI, die die Bahnstrecke Roma Porta San Paolo–Cristoforo Colombo (Lido di Ostia) betrieb;
- SFV, die die Bahnstrecke Rom–San Cesareo betrieb;
- Società Romana Ferrovie del Nord (SRFN), die die Bahnstrecke Roma Flaminio–Viterbo betrieb;
- Azienda Consortile Transporti Laziali (Acotral), eine Vorgängergesellschaft der Metropolitana di Roma S.p.A.;
- COTRAL, ebenfalls eine Vorgängergesellschaft der Metropolitana di Roma S.p.A.;
- MetRo. Unter dieser Bezeichnung firmierte die Metropolitana di Roma S.p.A. eine Zeit lang.

Ausgestellt sind neben historischen Gegenständen aus dem Bahnbetrieb:
- Straßenbahnwagen 70, gebaut 1912 (außer Dienst gestellt: 1980)
- Straßenbahnwagen 404 aus dem Jahr 1939 (außer Dienst gestellt: 1980)
- Lokomotive 1 von 1915, gebaut für die Bahnstrecke Rom–Genazzano
- Lokomotive 5 der Bahnstrecke Rom–Ostia
- Elektrotriebwagen ECD 21, gebaut 1931 für die Società Romana Ferrovie del Nord (SRFN), eingesetzt auf der Bahnstrecke Rom Flaminio–Piazza del Popolo–Viterbo. Der Triebwagen führte die dritte Klasse und ein Gepäckabteil.

Das Museum ist Montag bis Donnerstag von 9 bis 16 Uhr und Freitag von 9 bis 13 Uhr geöffnet. Der Zugang erfolgt über den westlichen Seitenbahnsteig des Bahnhof Porta San Paolo. Eintrittsgeld wird nicht erhoben, der Zugang ist jedoch nur mit einer gültigen Fahrkarte möglich (02.2017: mindestens City-Einzelfahrschein für 1,50 €).

## Bilder

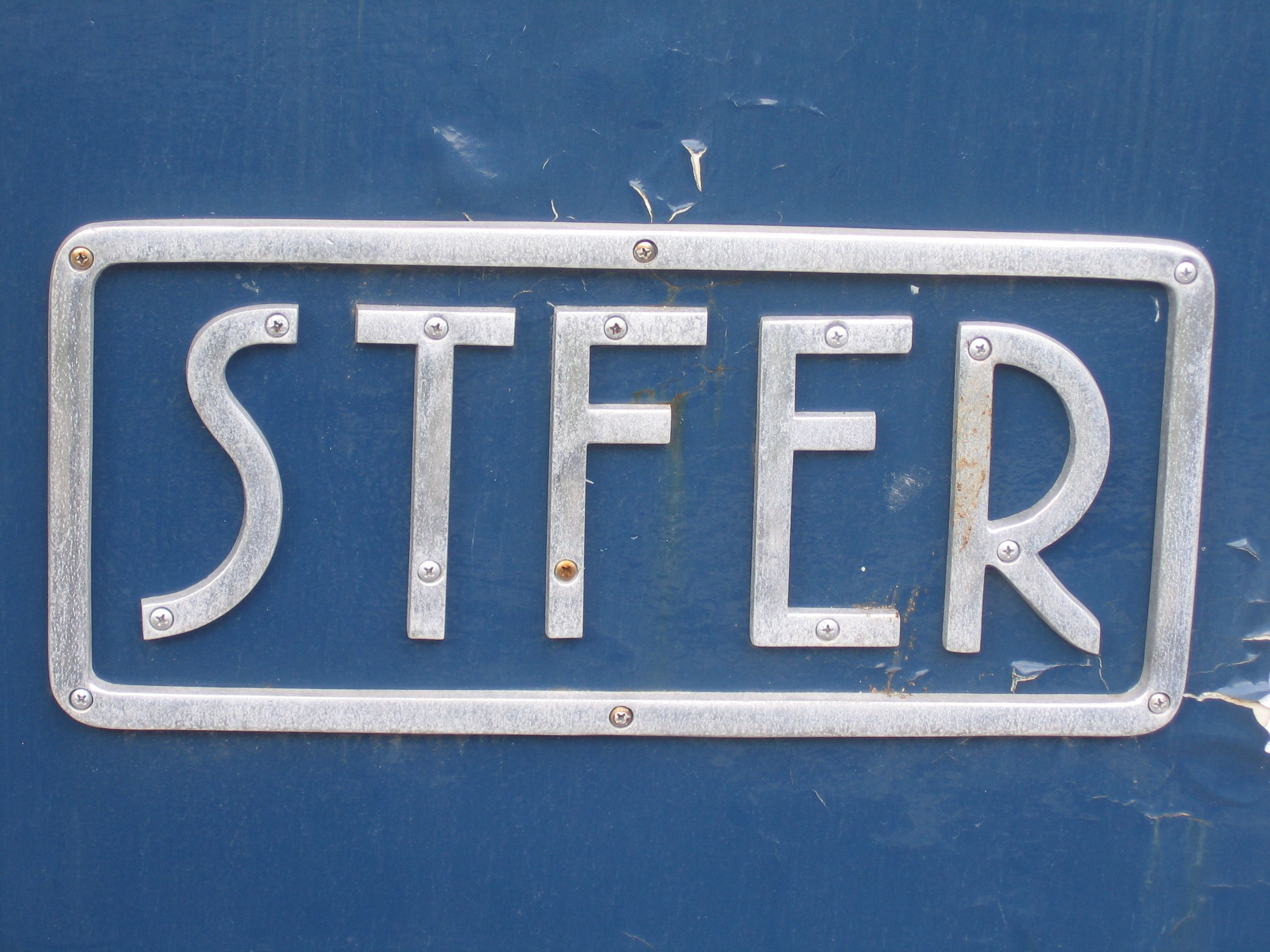
Logo der STFER
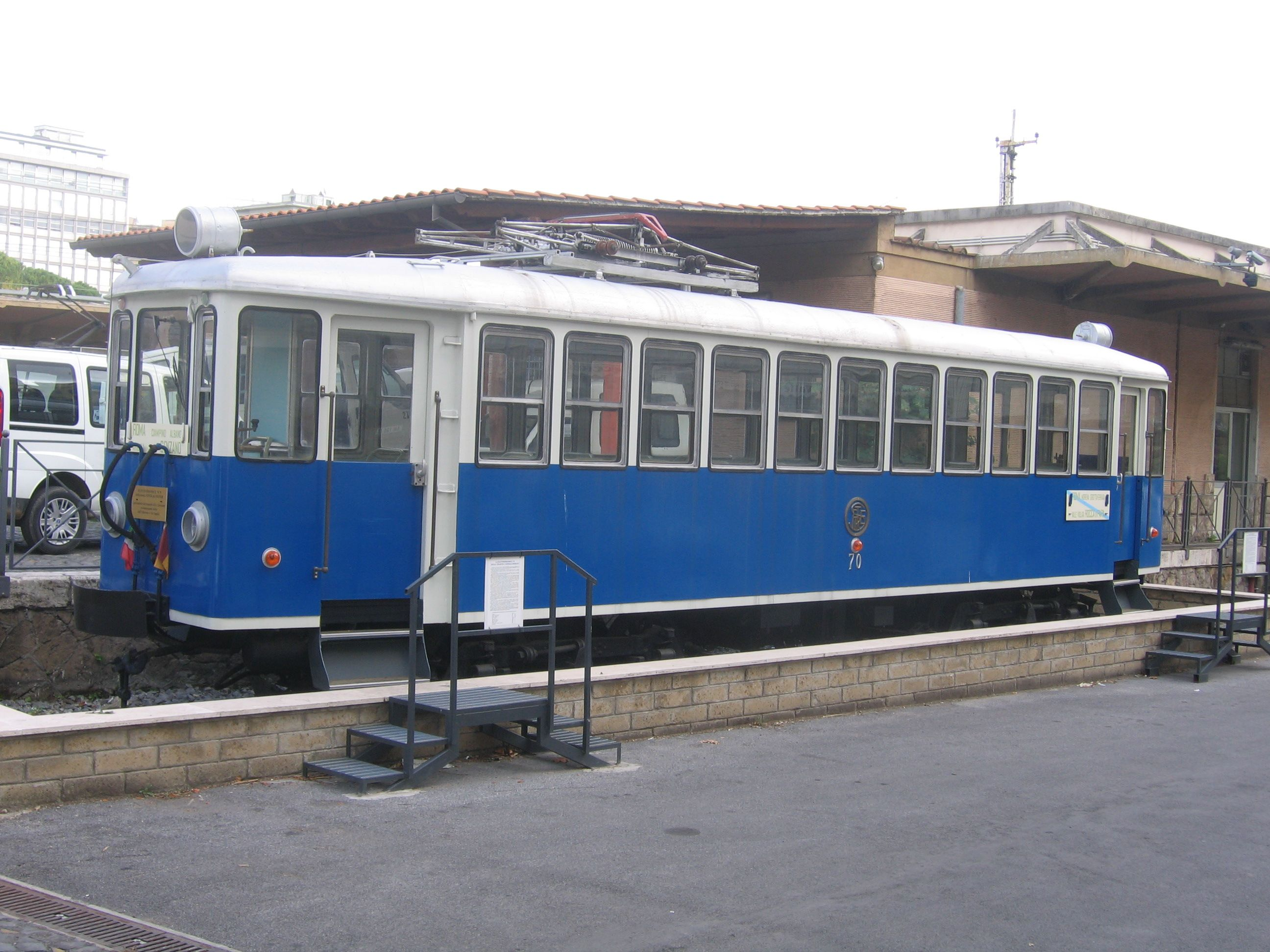
Tram 70
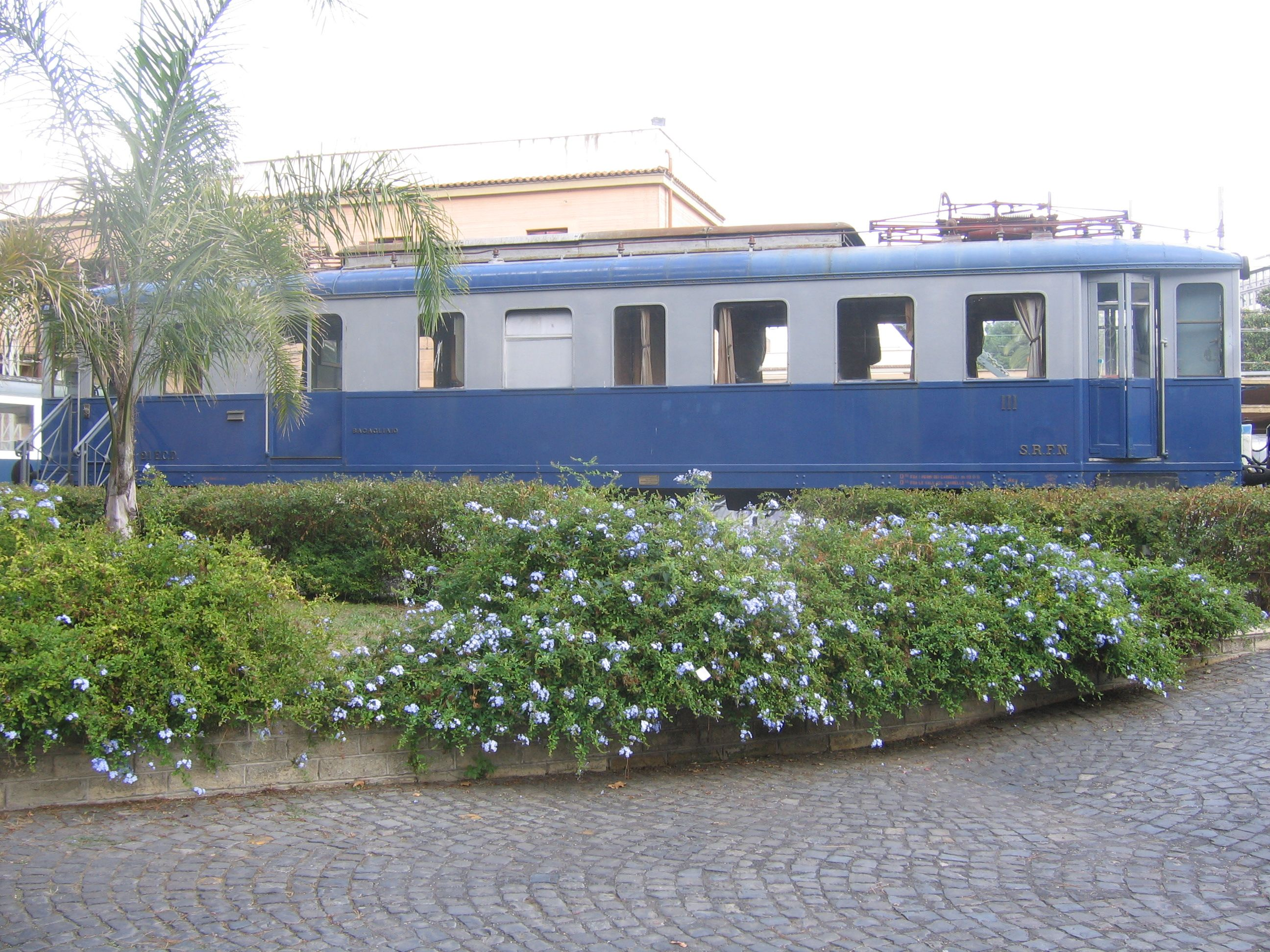
ECD 21
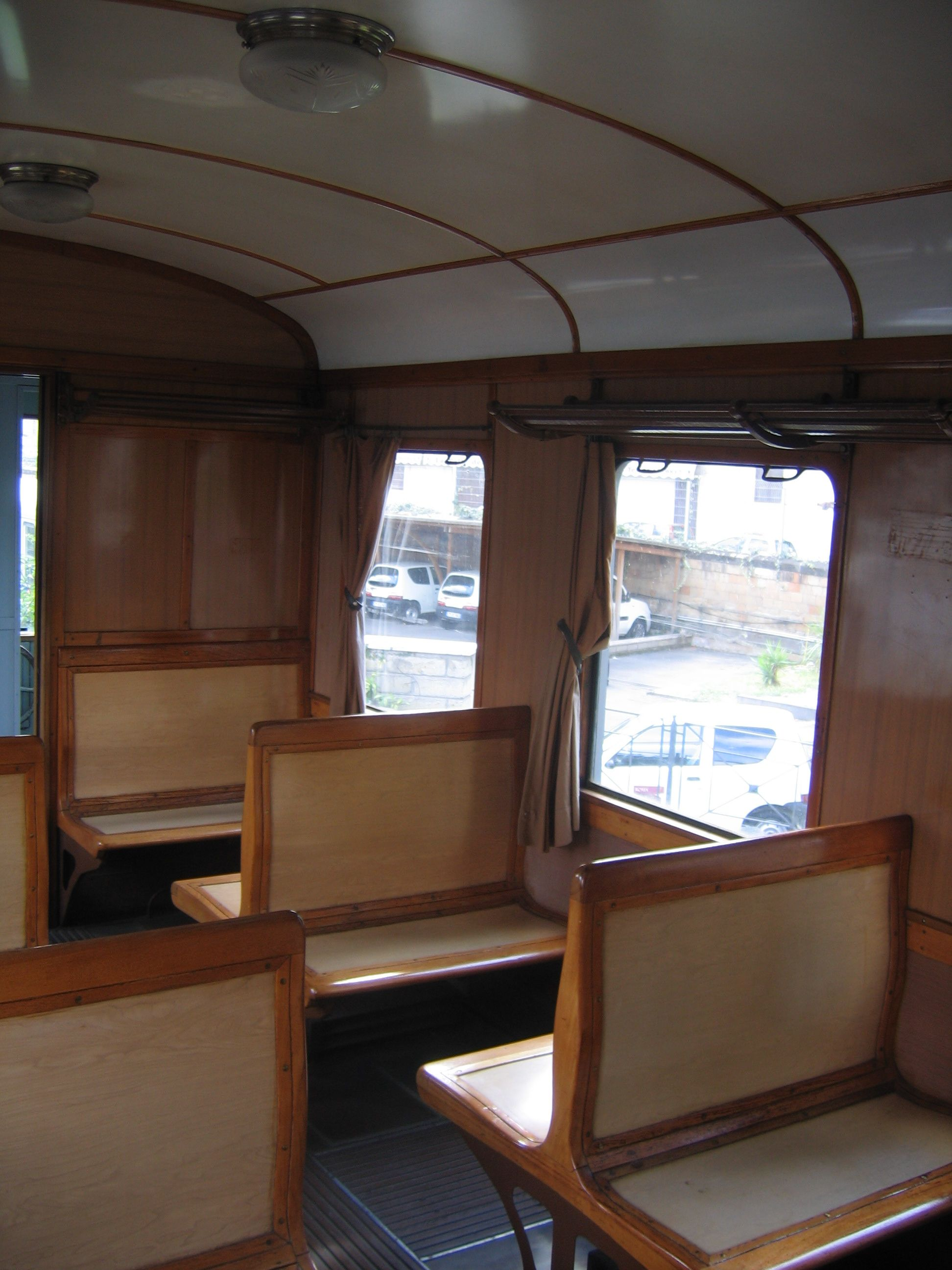
ECD 21 – Abteil 3. Klasse
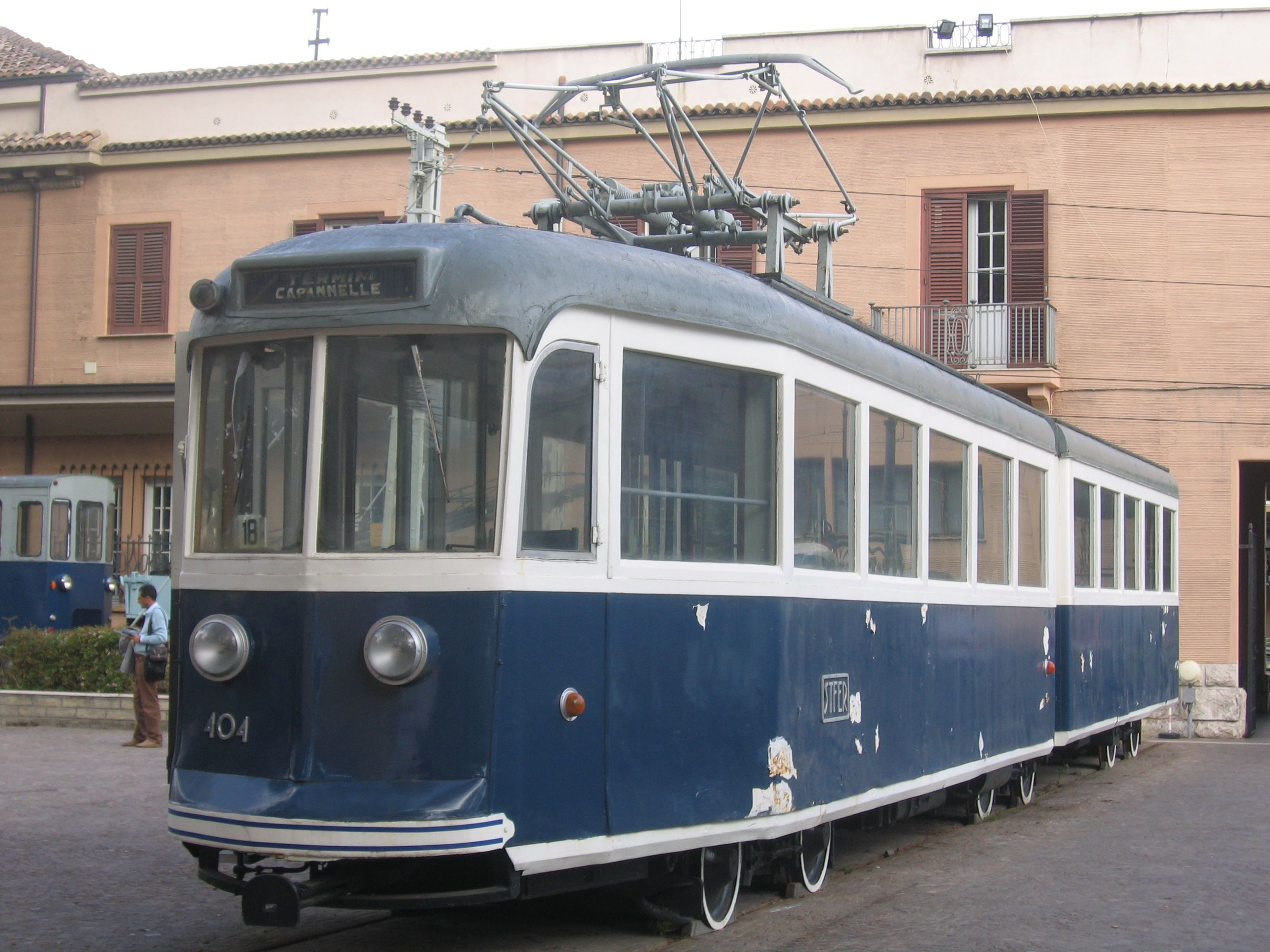
Tram 404